# Tipula pumila
Tipula pumila är en tvåvingeart som beskrevs av de Meijere 1914. Tipula pumila ingår i släktet Tipula och familjen storharkrankar. Inga underarter finns listade i Catalogue of Life.